# فریتس تت
فریتز تت (به آلمانی: Fritz Todt) (زاده ۴ سپتامبر ۱۸۹۱ – درگذشته ۸ فوریه ۱۹۴۲) مهندسی آلمانی و از برجسته‌ترین چهره‌های حزب نازی در آلمان بود. هم چنین او وزیر تسلیحات و تولید نظامی رایش سوم از سال ۱۹۴۰ تا زمان مرگش یعنی ۱۹۴۲ بود.

## زندگی
تت در فورتسهایم زاده شد.پدر وی صاحب یک کارخانه کوچک بود.در دانشگاه فنی مونیخ و مؤسسه فناوری کارلسروهه درس خواند و در رشته مهندسی و مدیریت ساخت دیپلم گرفت.
در جنگ جهانی اول در ابتدا در پیاده‌نظام خدمت می‌کرد و پس از آن به عنوان ناظر شناسایی در لوفت‌اشترایت‌کرفته مشغول به‌کار شد و یک نشان صلیب آهنین دریافت کرد.پس از خدمت نظامی، درسش را در سال ۱۹۲۰ به پایان رساند و سپس در کارخانه "Grün & Bilfinger AG" در مانهایم مشغول به‌کار شد.پس از آن در کارخانه مهندسی عمران زاگر و وورنر (۱۹۲۱) شروع به کار کرد.
وی در ۵ ژانویه ۱۹۲۲ به حزب نازی پیوست.در ۱۹۳۱ وی به درجه اوبرفورر (سرهنگ ارشد) در اس‌آ ارتقا یافت.در همین سال درجه دکترای خود را نیز دریافت کرد.

## آلمان نازی
وی در ژوئیه ۱۹۳۳ بازرس کل جاده‌های آلمان شد و در کارخانه ساخت اتوبان‌ها مشغول به‌کار شد.بعدها سمت‌های دیگری نیز در حزب نازی دریافت کرد.به پاس تلاش‌هایش برای ساخت اتوبان در آلمان، توانست جایزه ملی دانش و هنر آلمان را از هیتلر دریافت کند.

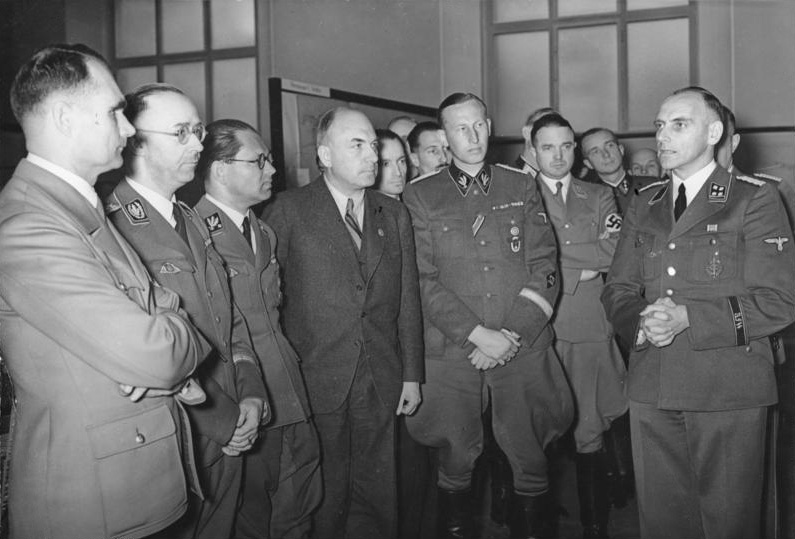
از چپ به راست:رودلف هس، هاینریش هیملر، فیلیپ بوهلر، فریتس تت و راینهارد هایدریش که به سخنان کنراد میر گوش می‌دهند - ۲۰ مارس ۱۹۴۱

### سازمان تت
وی در سال ۱۹۳۷ سازمان تت را ایجاد کرد که تمامی کارخانه‌های خصوصی، شرکت‌های دولتی و خدمات کارگری رایش را شامل می‌شد.وی در ۱۷ مارس سال ۱۹۴۰ وزیر تسلیحات آلمان شد.در ژوئن ۱۹۴۱و پس از حمله به شوروی، وی مأمور ترمیم زیرساخت‌های آن مناطق شد.
در سال ۱۹۴۱ رابطه تت با بسیاری از فرماندهان ورماخت و با هرمان گورینگ رئیس لوفت‌وافه به سرعت رو به تیرگی گذاشت.در آن زمان که هم‌چنان از دوستان نزدیک هیتلر بود، به گشتی به منظور بازرسی در جبهه شرق رفت.پس از آن اظهار کرد که اگر سلاح‌های بهتری برای استفاده نیروهای ارتشی وجود ندارد، بهتر است که آلمان جنگ با شوروی را تمام کند.هیتلر ارزیابی وی را رد کرد.

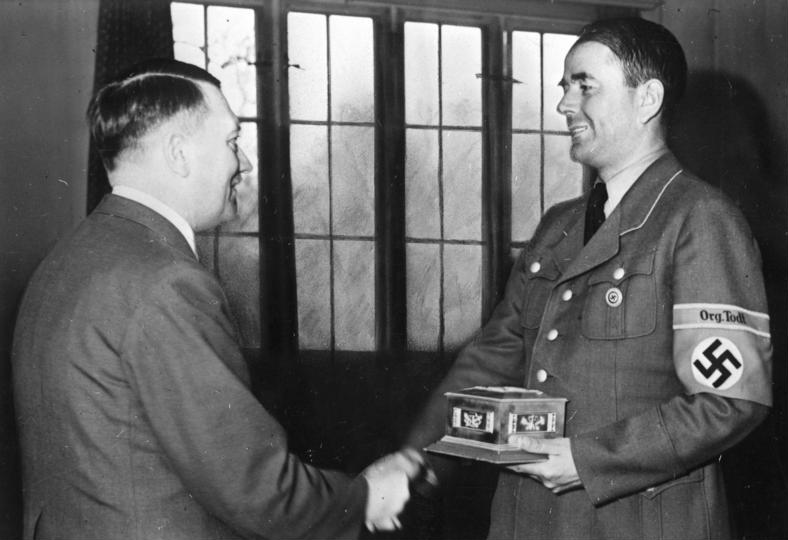
اشپیر (سمت راست) انگشتر سازمان تت را از هیتلر دریافت می‌کند - می ۱۹۴۳

وی در ۸ فوریه ۱۹۴۲ و در پروازی که از آشیانه گرگ داشت دچار سانحه شد و درگذشت.برخی معتقد بودند که وی ترور شده‌است اما این ادعا هیچ‌گاه اثبات نشد.آلبرت اشپیر که جای او را در وزارت تسلیحات گرفت خاطرنشان می‌کند که وزیر امور هوانوردی رایش بسیار در مورد علت حادثه پرس و جو می‌کرده و در نهایت صحبت خود را با این جمله به پایان رسانده است:"امکان خرابکاری رد می‌شود.تحقیقات بیشتر در این زمینه نه لازم است و نه قصد آن است".
سازمان تت از بیش از یک میلیون کارگر اجباری از سراسر کشورهای اشغال‌شده بهره می‌برد.پس از پایان جنگ جهانی دوم و در دادگاه نورنبرگ، اشپیر به دلیل نقشش در زمان ریاست سازمان تت و به بردگی کشیدن افراد به ۲۰ سال زندان محکوم شد.